# 小杉亮
小杉 亮（こすぎ りょう、1989年2月9日 -）は、地方競馬の船橋競馬場矢野義幸厩舎所属の騎手である。勝負服の柄は胴黄・黒縦縞、袖黒。千葉県出身。地方競馬教養センター騎手課程第87期生。

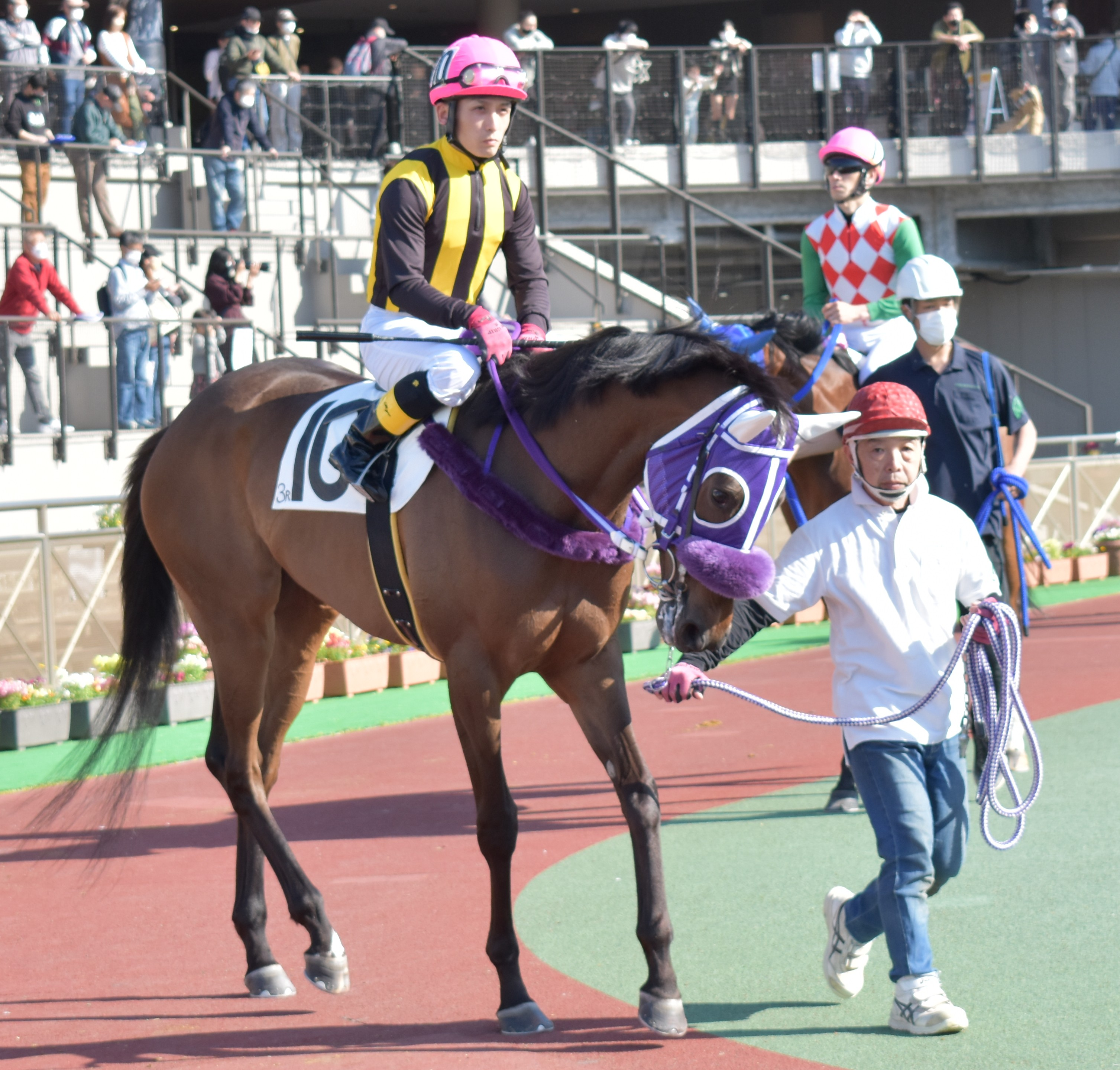
小杉亮騎手

## 来歴
2009年3月31日付けで地方競馬騎手免許を取得。同年5月4日船橋競馬第2競走C3六組条件戦4番人気リコーゴッドで初騎乗（12頭立て4着）。翌5月5日船橋競馬第4競走C2選抜馬一般戦を3番人気コスモディスタンゲで勝利し、3戦目で初勝利。
2010年10月9日から2011年3月31日までの予定で高知競馬場で期間限定騎乗を行う。高知競馬での所属は雑賀正光厩舎。
2011年1月17日第25回全日本新人王争覇戦に出場し、第1戦で2着、第2戦で8着となり総合4位（10人中）。
地方通算成績は390戦38勝・2着37回・3着33回・勝率9.7%・連対率19.2%（2011年1月25日現在）
2024年8月1日、王冠賞で最低人気のプラセボに騎乗しデビュー16年目で重賞初制覇を挙げた。

## 主な騎乗馬
- プラセボ（2024年 王冠賞）